# Alpanseque
Alpanseque ist ein Ort und eine zur bevölkerungsarmen Serranía Celtibérica gehörende Gemeinde (municipio) mit nur noch 51 Einwohnern (Stand: 2024) in der Provinz Soria im Osten der autonomen Gemeinschaft Kastilien-León in Spanien. Die Gemeinde besteht neben dem Hauptort Alpanseque aus der Ortschaft Marazovel.

## Lage
Alpanseque liegt auf einem Hügel am Duero, der die Gemeinde im Nordwesten begrenzt, ca. 43 Kilometer (Fahrtstrecke) südlich der Provinzhauptstadt Soria in einer Höhe von ca. 1115 m. Das Klima ist gemäßigt bis warm; Regen (ca. 505 mm/Jahr) fällt hauptsächlich im Winterhalbjahr.

## Bevölkerungsentwicklung
| Jahr      | 1970 | 1981 | 1991 | 2001 | 2011 | 2021 |
| Einwohner | 237  | 107  | 89   | 77   | 67   | 54   |

Infolge der Mechanisierung der Landwirtschaft, der Aufgabe bäuerlicher Kleinbetriebe und des daraus resultierenden geringeren Arbeitskräftebedarfs ist die Einwohnerzahl seit der Mitte des 20. Jahrhunderts deutlich zurückgegangen.

## Wirtschaft
Grundlage des Lebens und Überlebens der jahrhundertelang als Selbstversorger lebenden Bewohner von Alpanseque war und ist die Landwirtschaft, zu der natürlich auch die Viehzucht gehört. Einige der leerstehenden Häuser wurden in den letzten Jahrzehnten zu Ferienwohnungen (casas rurales) umgebaut.

## Sehenswürdigkeiten

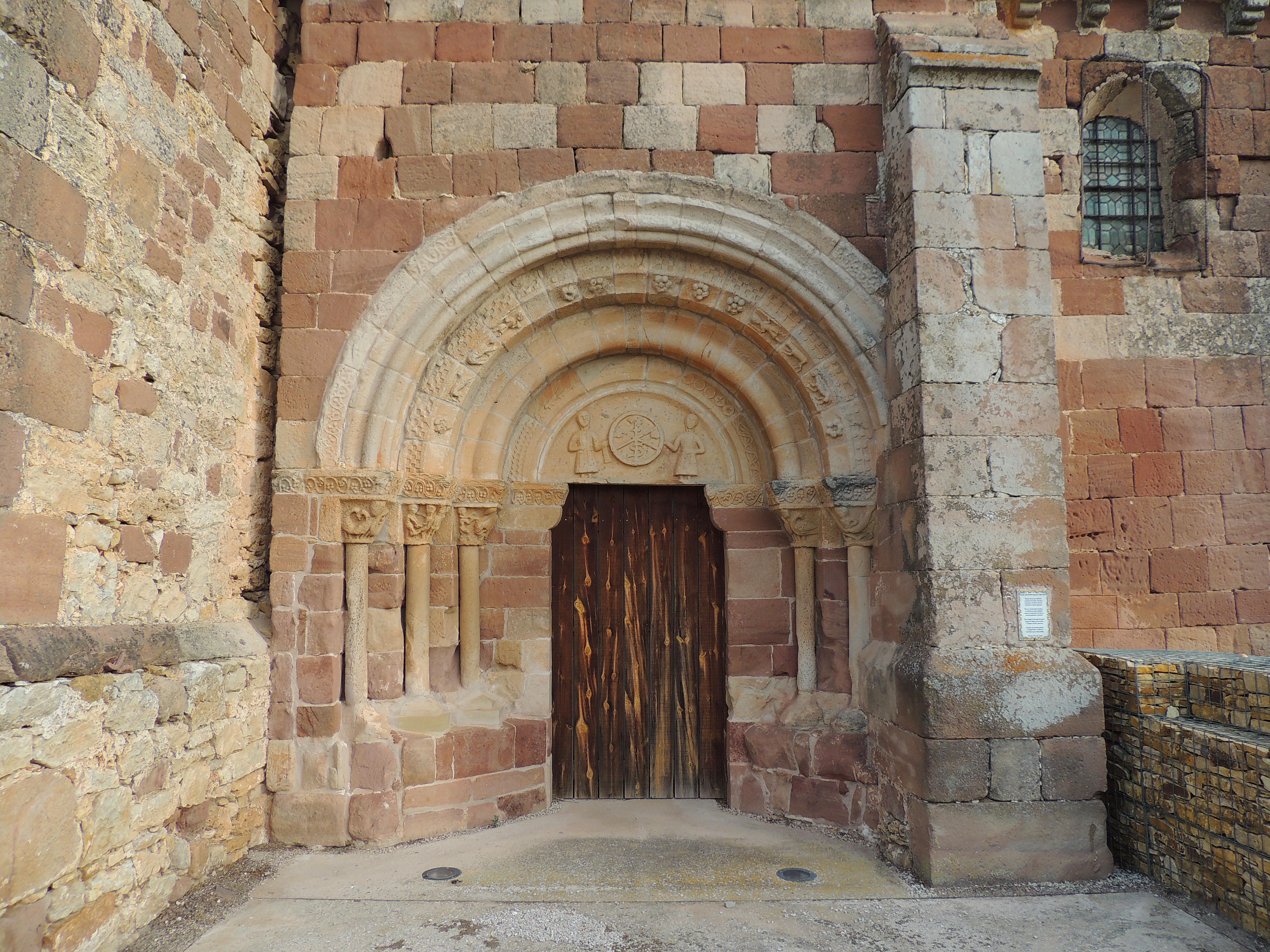
Kirche Mariä Himmelfahrt
- Marienkapelle
- Andreaskapelle

- Kirche Mariä Himmelfahrt